# قائمة شخصيات فيرتشوا فايتر
مجموعة من شخصيات لعبة فيديو قتالية فيرتشوا فايتر من ناشر من قبل سيجا و تطوير من قبل سيجاAM2، كل شخصيات في خمس أجزاء حالياً وهم:

## أكيرا يوكي
أكيرا يوكي(بالإنجليزية:Akira Yuki ؛ باليابانية:結城 晶) هو بطل لعبة ظهر أول مره من الجزء فيرتشوا فايتر وظهر أيضاً مع جاكي براينت في لعبة سونيك أند سيجا أول-ستارز رايسنك.
- الدولة : اليابان
- فصيلة الدم : O
- الهواية : الكونغ فو
- الطول : 180 سم
- الوزن :79 كيلو جرام
- الوظيفة : مدرب كونغفو
- نوع القتال : الهاكايو كين

## جاكي براينت
جاكي براينت(بالإنجليزية:Jacky Bryant ؛ باليابانية:ジャッキー・ブライアント) وهو صديق أكيرا يوكي وظهر أول مره الجزء فيرتشوا فايتر وظهر أيضاً مع أكيرا يوكي في لعبة سونيك أند سيجا أول-ستارز رايسنك.
- الدولة : أمريكا
- فصيلة الدم : A
- الهواية : التدريب
- الطول : 182 سم
- الوزن:75 كيلو جرام
- الوظيفة : متسابق سيارات
- نوع القتال : jeet kune Do

## لاو شان
لاو شان(بالإنجليزية:Lau Chan ؛ باليابانية:ラウ・チェン) ظهر أول مره الجزء فيرتشوا فايتر.
- الدولة : الصين
- فصيلة الدم : B
- الهواية : القصائد الصينية
- الطول : 172 سم
- الوزن : 77 كيلو جلرام
- الوظيفة : طباخ
- نوع القتال : كوين كان

## ليون رافالي
ليون رافالي(بالإنجليزية:Lion Rafale ؛ باليابانية:リオン・ラファール)ظهر أول مره الجزء فيرتشوا فايتر 2.
- الدولة : فرنسا
- فصيلة الدم : AB
- الهواية : جمع السكاكين
- الطول:171 سم
- الوزن : 63 كيلوا جرام
- الوظيفة : طالب جامعي
- نوع القتال : تورو كين

## كاجي مارو
كاجي مارو(بالإنجليزية:Kage-Maru ؛ باليابانية:影丸) وهو مقاتل نينجا قوي ظهر أول مره الجزء فيرتشوا فايتر.
- الدولة : اليابان
- فصيلة الدم : B
- الهواية : ماجونج
- الطول : 178 سم
- الوزن : 66 كيلو جرام
- الوظيفة : نينجا
- نوع القتال : جوجوتسو

## وولف هووكفيلد
وولف هووكفيلد(بالإنجليزية:Wolf Hawkfield ؛ باليابانية:ウルフ・ホークフィールド) وهو مصارع الحر أول مره الجزء فيرتشوا فايتر.
- الدولة : كندا
- فصيلة الدم : O
- الهواية : غناء الكاريوكي
- الطول : 181 سم
- الوزن : 101 كيلو جرام
- الوظيفة : قطاع خشب
- نوع القتال : أسلوب المصارعة

## جفري ماكوايلد
جفري ماكوايلد(بالإنجليزية:Jeffry McWild ؛ باليابانية:ジェフリー・マクワイルド)
- الدولة : أستراليا
- فصيلة الدم : A
- الهواية : سماع الموسيقى
- الطول : 183 سم
- الوزن :111
- الوظيفة : صياد سمك
- نوع القتال :رياضة اغريقية تجمع بين الملاكمة والمصارعة معاً

## شوندي
شوندي(بالإنجليزية:Shun Di ؛ باليابانية:舜帝（シュン・ディ）) هو مقاتل عجوز دكتور أعشاب الطب الصيني ظهر أول مره الجزء فيرتشوا فايتر 2.
- الدولة : الصين
- فصيلة الدم : O
- الهواية : الشراب
- الطول : 164 سم
- الوزن : 63 كيلو جرام
- الوظيفة : دكتور اعشاب
- نوع القتال : الكونفو

## جوه هينوجامي
جوه هينوجامي(بالإنجليزية:Goh Hinogami ؛ باليابانية:日守 剛) ظهر أول مره الجزء فيرتشوا فايتر 4.
- الدولة : اليابان
- فصيلة الدم : AB
- الهواية : جمع الاكسسوارات الفضية
- الطول : 175 سم
- الوزن : 66 كيلو جرام
- الوظيفة : قاتل مأجور
- نوع القتال : الجودو

### براد بورنز
براد بورنز(بالإنجليزية:Brad Burns ؛ باليابانية:ブラッド・バーンズ) ظهر أول مره الجزء فيرتشوا فايتر 4.
- الدولة : إيطاليا
- فصيلة الدم : B
- الهواية : البحث عن الاثارة
- الطول : 178 سم
- الوزن : 66 كيلو جرام
- الوظيفة : الملاكمة بالأرجل
- نوع القتال : الملاكة بالارجل (MUAY THAI)

## باي شان
باي شان(بالإنجليزية:Pai Chan ؛ باليابانية:パイ・チェン) وهيه بطلة لعبة أولى ظهر أول مره من الجزء فيرتشوا فايتر.
- الدولة : هونغ كونغ
- فصيلة الدم : O
- الهواية : الرقص
- الطول : 166 سم
- الوزن :49 كيلو جرام
- الوظيفة : نجمة سينما
- نوع القتال :انسي كين

## سارة براينت
سارة براينت(بالإنجليزية:Sarah Bryant ؛ باليابانية:サラ・ブライアント) وهي
```
أخت جاكي براينت أول مره ظهرت من الجزء 
فيرتشوا فايتر
. 
```

- الدولة : أمريكا
- فصيلة الدم :AB
- الهواية : القفز في الجو
- الطول:173
- الوزن: 55 كيلوا جرام
- الوظيفة : طالبة كلية
- نوع القتال : الفنون القتالية العامة

## أوي يمينوكوجي
أوي يمينوكوجي(بالإنجليزية:Aoi Umenokoji ؛ باليابانية:梅小路 葵) أول مره ظهرت من الجزء فيرتشوا فايتر 3.
- الدولة : اليابان
- فصيلة الدم : A
- الهواية : ايكيباما

- الطول : 162 سم
- الوزن :46 كيلو جرام
- الوظيفة : طالبة
- نوع القتال : أيكاي جوجيتسو